# Cửa hàng bách hóa

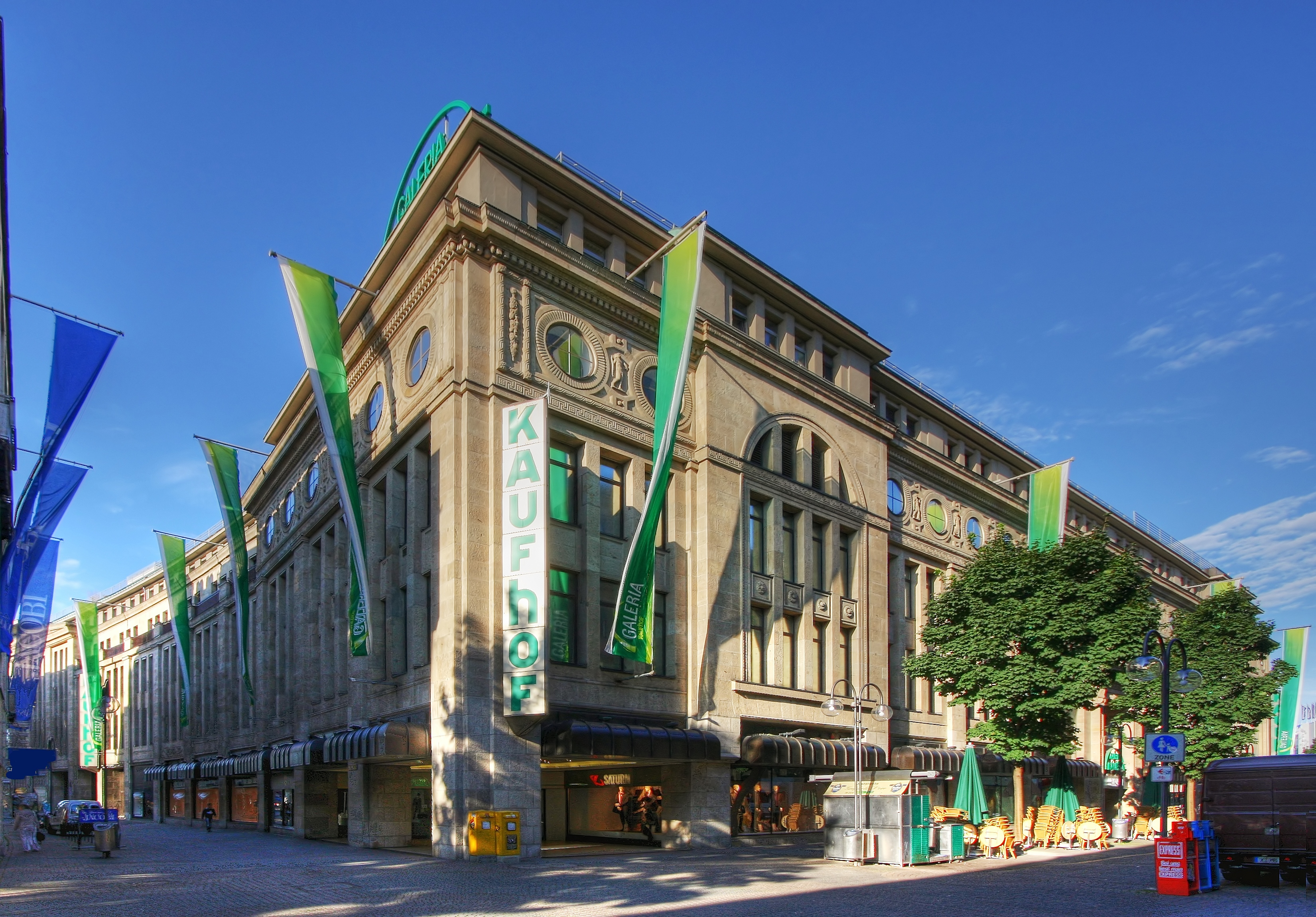
Cửa hàng bách hóa Galeria Kaufhof ở Köln

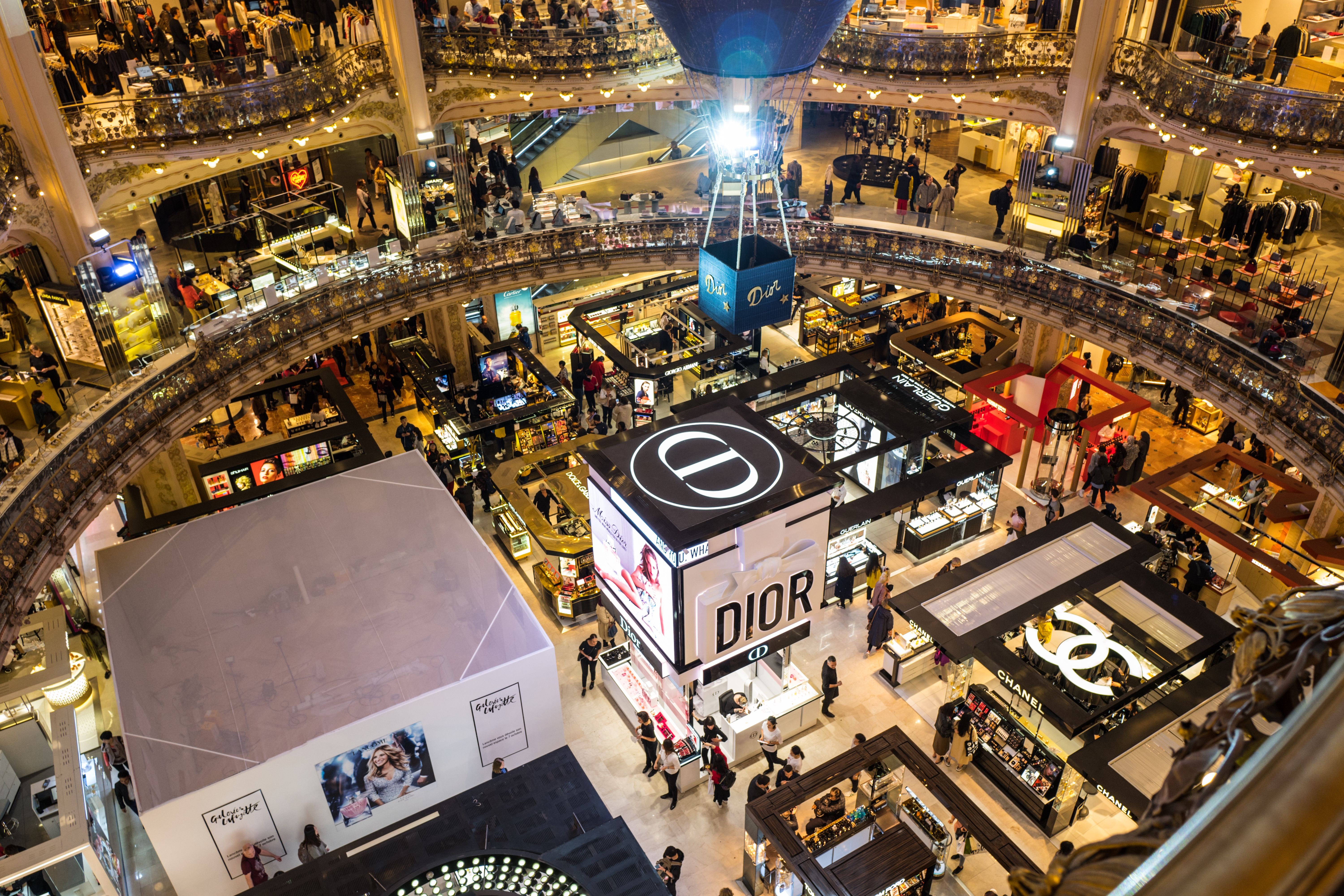
Trong Galeries Lafayette Haussmann, Paris

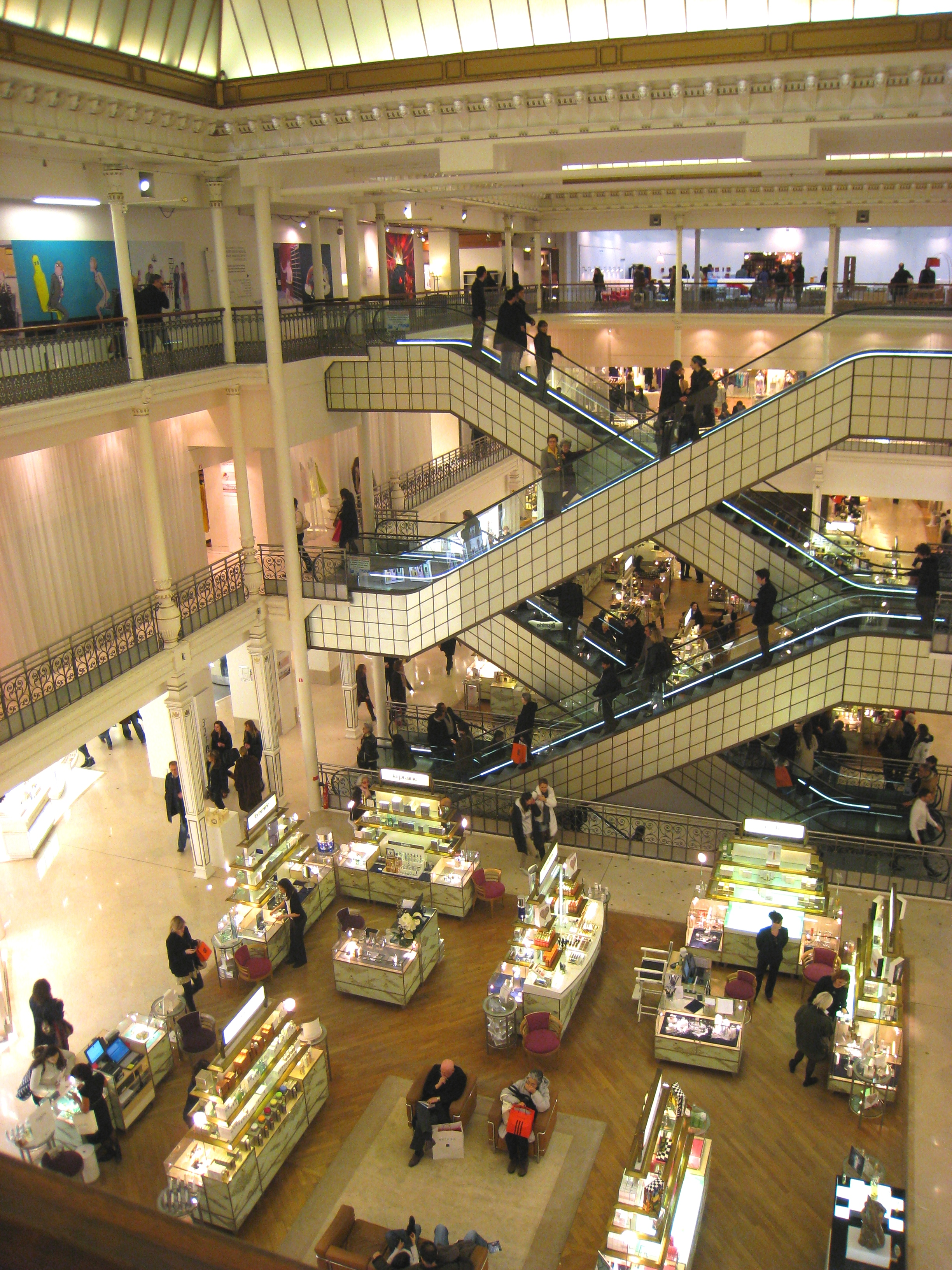
Nội thất của Le Bon Marché ở Paris

Cửa hàng bách hóa là một cơ sở bán lẻ cung cấp một loạt các mặt hàng tiêu dùng đa chủng loại được gọi là "các gian hàng". Tại các thành phố lớn hiện đại, cửa hàng bách hóa đã xuất hiện ấn tượng vào giữa thế kỷ 19, và định hình lại vĩnh viễn các thói quen mua sắm, và định nghĩa về dịch vụ và sự sang trọng. Những phát triển tương tự cũng đang diễn ra ở London (với Whiteleys), ở Paris (Le Bon Marché) và ở New York (Stewart's),
Ngày nay, các gian hàng thường bao hàm những thứ như quần áo, nội thất, đồ gia dụng, đồ chơi, mỹ phẩm, đồ gia dụng, làm vườn, đồ vệ sinh cá nhân, đồ thể thao, đồ tự làm, sơn và vũ khí. Ngoài ra còn có các dòng sản phẩm khác như thực phẩm, sách, đồ trang sức, điện tử, văn phòng phẩm, thiết bị chụp ảnh, sản phẩm cho trẻ em và vật nuôi. Khách mua hàng thường thanh toán gần trước cửa hàng mặc dù một số nơi có quầy tính tiền các trong mỗi gian hàng. Một số cửa hàng nằm trong số nhiều chuỗi bán lẻ cấp độ lớn, trong khi số khác là các nhà bán lẻ độc lập. Trong thập niên 70, họ chịu áp lực mạnh từ các chủ cửa hàng giảm giá và thậm chí lớn hơn từ hệ thống cửa hàng trực tuyến như Amazon kể từ 2010. Các cửa hàng lớn hoạt động độc lập, đại siêu thị có thể so sánh với các cửa hàng bách hóa mang tính lịch sử. Trước các trung tâm mua sắm, các cửa hàng bách hóa là mô hình độc lập.
Kể từ những năm 1980, họ đã phải chịu áp lực nặng nề từ những người giảm giá và thậm chí còn chịu áp lực nặng nề hơn từ các trang web thương mại điện tử kể từ thập niên 2000.

## Phân loại

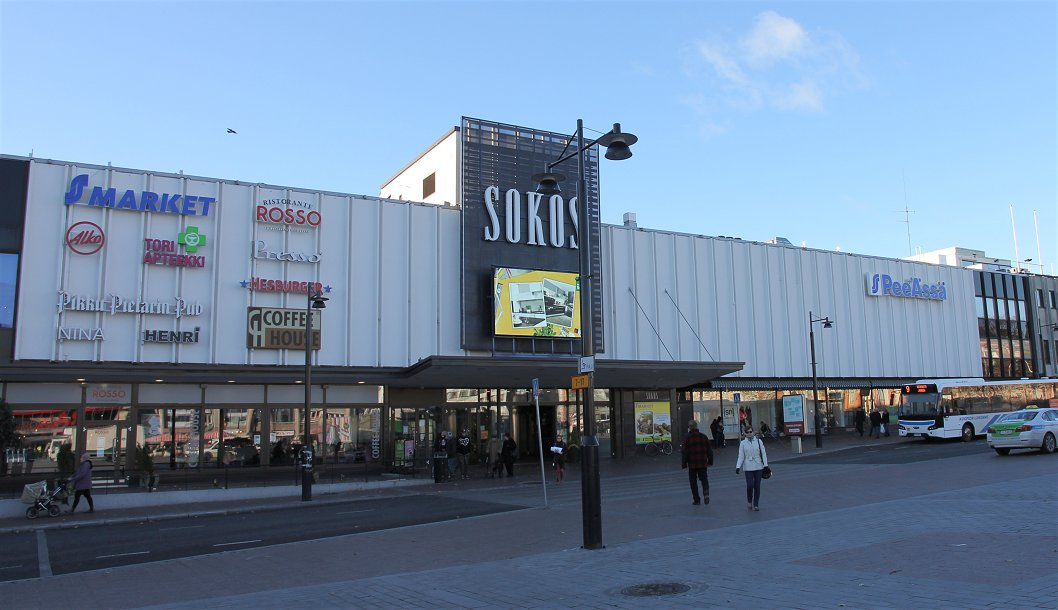
Cửa hàng bách hóa Sokos ở Multimäki, Kuopio, Phần Lan

Cửa hàng bách hóa có thể được phân loại theo nhiều cách:
- Cửa hàng bách hóa chính hay đơn giản là cửa hàng bách hóa truyền thống, cung cấp hàng hóa từ trung cấp đến cao cấp, hầu hết hoặc ít nhất một số thời điểm với giá bán lẻ đầy đủ. Ví dụ như Macy's, Bloomingdale's, J.C. Penney, Sears và Belk.[2]
  - Cửa hàng bách hóa non trẻ, một thuật ngữ được sử dụng chủ yếu trong phần thứ hai của thế kỷ 20 cho một phiên bản nhỏ hơn của cửa hàng bách hóa chính. Đây thường là các cửa hàng độc lập hoặc chuỗi chuyên về mỹ phẩm, quần áo và phụ kiện, với một số hàng gia dụng.[3][4] Chẳng hạn như Cửa hàng Boston và Harris & Frank
- Cửa hàng bách hóa giảm giá, một cửa hàng giảm giá lớn bán quần áo và đồ đạc trong nhà với giá chiết khấu, hoặc bán hàng tồn quá nhiều từ các cửa hàng bách hóa chính hoặc hàng hóa được sản xuất đặc biệt cho thị trường cửa hàng bách hóa giảm giá. Ví dụ là Nordstrom Rack, Saks Off 5th, Marshalls, Ross Dress for Less, và Kohl's.[5]

Một số nguồn có thể đề cập đến các loại cửa hàng sau đây là cửa hàng bách hóa, thậm chí chúng thường không được coi là như vậy:
- Đại siêu thị (siêu cửa hàng giảm giá với đầy đủ dịch vụ tạp hóa, chẳng hạn như Target, Walmart và Carrefour)[6]
- Cửa hàng đa dạng, còn được gọi ở Hoa Kỳ là cửa hàng năm xu